# Partito Democratico (Mongolia)
Il Partito Democratico (in mongolo: Ардчилсан нам, traslitterato: Ardchilsan Nam) è un partito politico liberale di centrodestra mongolo.
Tra i suoi maggiori esponenti vi sono Cahiagijn Ėlbėgdorž, presidente della Mongolia dal 2009 al 2017, e il suo successore, Khaltmaagiin Battulga.

## Capi partito
- Mendsaikhany Enkhsaikhan (2002–2005)
- Radnaasümbereliin Gonchigdorj (2005–2006)
- Tsakhiagiin Elbegdorj (2006–2008)
- Norovyn Altankhuyag (2008–2014)
- Zandaakhuugiin Enkhbold (2014–2016)
- Erdene Sodnomzundui (2016–2023)
- Luvsannyamyn Gantömör (2023–in carica)

## Risultati elettorali
| Elezione                                    | Voti      | %     | Seggi    |
| ------------------------------------------- | --------- | ----- | -------- |
| Parlamentari 2000                           | 133.890   | 13,40 | 1 / 76   |
| Parlamentari 2004 a                         | 474.977   | 44,27 | 34 / 76  |
| Parlamentari 2008                           | 701.641   | 40,43 | 28 / 76  |
| Parlamentari 2012                           | 399.194   | 44,73 | 34 / 76  |
| Parlamentari 2016                           | 467.341   | 33,55 | 9 / 76   |
| Parlamentari 2020                           | 978.890   | 24,49 | 11 / 76  |
| Parlamentari 2024                           | 3.135.988 | 33,48 | 42 / 126 |
| a Nella Coalizione Democratica della Patria |           |       |          |